# Lancer du marteau masculin aux championnats du monde d'athlétisme 1987
Navigation
Helsinki 1983 Tokyo 1991
L'épreuve du lancer du marteau masculin des championnats du monde d'athlétisme 1987 s'est déroulée les 31 août et 1er septembre 1987 dans le Stade olympique de Rome, en Italie. Elle est remportée par le Soviétique Sergey Litvinov.

## Résultats

### Finale
| Rang               | Athlète          | Pays                 | Essais | Essais | Essais | Essais | Essais | Essais | Marque  | Notes |
| Rang               | Athlète          | Pays                 | 1      | 2      | 3      | 4      | 5      | 6      | Marque  | Notes |
| ------------------ | ---------------- | -------------------- | ------ | ------ | ------ | ------ | ------ | ------ | ------- | ----- |
| Médaille d'or      | Sergey Litvinov  | Union soviétique     |        |        |        |        |        |        | 83.06 m | CR    |
| Médaille d'argent  | Jüri Tamm        | Union soviétique     |        |        |        |        |        |        | 80.84 m |       |
| Médaille de bronze | Ralf Haber       | Allemagne de l'Est   |        |        |        |        |        |        | 80.76 m |       |
| 4                  | Christoph Sahner | Allemagne de l'Ouest |        |        |        |        |        |        | 80.58 m |       |
| 5                  | Igor Nikulin     | Union soviétique     |        |        |        |        |        |        | 80.18 m |       |
| 6                  | Heinz Weis       | Allemagne de l'Ouest |        |        |        |        |        |        | 80.18 m |       |
| 7                  | Tibor Gécsek     | Hongrie              |        |        |        |        |        |        | 77.56 m |       |
| 8                  | Plamen Minev     | Bulgarie             |        |        |        |        |        |        | 77.06 m |       |
| 9                  | Günther Rodehau  | Allemagne de l'Est   |        |        |        |        |        |        | 76.18 m |       |
| 10                 | Ivan Tanev       | Bulgarie             |        |        |        |        |        |        | 76.00 m |       |
| 11                 | Walter Ciofani   | France               |        |        |        |        |        |        | 75.34 m |       |
| 12                 | Harri Huhtala    | Finlande             |        |        |        |        |        |        | 74.98 m |       |

## Légende
Records et Performances
- AR : Record continental (area record)
- CR : Record des championnats (championship record)
- MR : Record du meeting (meet record)
- NR : Record national (national record)
- OR : Record olympique (olympic record)
- PR : Record paralympique (paralympic record)
- PB : Record personnel (personal best)
- SB : Meilleure performance personnelle de la saison (season's best)
- WL : Meilleure performance mondiale de l'année (world leader)
- WJR : Record du monde junior (world junior record)
- WR : Record du monde (world record)

Circonstances et Conditions
- DNF : N'a pas terminé (did not finish)
- DNS : N'a pas pris le départ (did not start)
- DQ : Disqualification (disqualification)
- NM : Aucun essai valable enregistré (No Mark)
- Q : Qualifié « directement » au prochain tour (ou à la prochaine compétition), lors d'une compétition majeure, grâce au classement ou à la réalisation des minima (automatic qualifier)
- q : Qualifié au prochain tour (ou à la prochaine compétition), lors d'une compétition majeure, grâce au repêchage ou à la réalisation de l'une des meilleures performances parmi celles des « non qualifiés directement » (grâce au meilleur temps ou à la meilleure distance par exemple) (secondary qualifier)